# Jüri Lossmann
Jüri Lossmann (n. 4 februarie 1891, Kabala manor⁠(d), Pilistvere parish⁠(d), Estonia – d. 1 mai 1984, Stockholm, Suedia) a fost un alergător eston de cursă lungă. El a terminat al doilea în proba de maraton de la Jocurile Olimpice de Vară din 1920 de la Anvers, cu timpul de 2:32:48.6, fiind depășit doar de Hannes Kolehmainen, care a avut un timp mai bun cu 13 secunde, 2:32:35.8, acesta din urmă reușind să stabilească și un nou record mondial. La această ediție a concurat și la proba de 10.000 de metri. La Jocurile Olimpice de vară din 1924 de la Paris, el a fost portdrapelul Estoniei și a terminat al zecelea în proba de maraton.

## Biografie
Lossmann și-a început cariera de sportiv ca jucător de fotbal al echipei Merkur înainte de a se dedica atletismului. A fost rănit în Primul Război Mondial, dar s-a recuperat și a câștigat un cursă de maraton în Tallinn  în 1916 și Campionatul Rusiei la atletism la proba de 5000 m. În 1923 el a câștigat maratonul internațional de la Gothenburg, Suedia, iar în 1928 a alergat la prima etapă a maratonului Trans-America. În următorul an, el a stabilit un timp record pentru maratonul din Estonia, de o oră, și a concurat la maratonul de la Antwerpen.
În afară de atletism, Lossmann a lucrat pentru fabrica estonă de ciocolată Kawe între anii 1922 și 1936, iar în 1930 a antrenat alergători estoni pe distanțe lungi, dar fără prea mult succes. Între 1942 și 1944 el a servit ca director sportiv în Estonia. În timpul celui de-al doilea Război Mondial el a fugit în Suedia înainte de sosirea trupelor sovietice. În tinerețe Lossmann a fost instruit ca bijutier, iar în Suedia a lucrat în confecționarea de bunuri de aur și argint. În 1964 el i-a făcut o cupă de argint lui Gustaf al VI-lea Adolf al Suediei pentru a exprima recunoștința comunității estone din Suedia.

## Palmares
| An   | Competiție        | Locație        | Loc | Eveniment | Note    |
| ---- | ----------------- | -------------- | --- | --------- | ------- |
| 1920 | Jocurile Olimpice | Anvers, Belgia | –   | 10 000 m  | NT      |
| 1920 | Jocurile Olimpice | Anvers, Belgia | 2   | maraton   | 2:32:49 |
| 1924 | Jocurile Olimpice | Paris, Franța  | 10  | maraton   | 2:57:55 |